# 母の詩2015 〜母の日によせて〜
母の詩 〜母の日によせて〜（ははのうた ははのひによせて）は、文化放送で2010年から年に1回（ゴールデンウィーク期間中の祝日（主に5月3日））にラジオで放送されている特別番組。聖教新聞の単独提供で、文化放送が幹事局に当たるNRN加盟局の大半や、NRNにもJRNにも加盟していない独立局の一部でも放送されている（詳細後述）。

## 番組内容
普段はなかなか母親に伝えられない感謝の気持ちを伝える目的で、母の日（5月の第2日曜日）の前週（ゴールデンウィーク期間中の主に5月3日、3日が土日の場合は月曜に当たる5月4日ないし5日）に放送。放送までの1年間に『聖教新聞』で取り上げられた読者からの投稿を対象に、読者から母親に対する『ありがとう』のメッセージや、母と子の心温まるストーリーを紹介する。
朗読の合間には、島田歌穂が歌う『母』を放送。タイトルには放送される年の年号を西暦の数字で入れていて（2025年の場合には『母の詩2025～母の日によせて～』）、制作局の文化放送と一部のネット局では、2021年まで2時間近く（115分間）にわたって放送されていた。その一方で、放送の前に収録された音源を使用することから、大半のネット局には収録音源を1時間弱に編集した短縮版を文化放送から配信。文化放送での放送時間が60分間に短縮された2022年以降は、全てのネット局がフルネットに移行したため、放送時間が全局で統一されている（詳細後述）。

## 出演者

### パーソナリティ
- 竹内靖夫（『母の詩2019』までは文化放送アナウンサー[2]、『母の詩2020』まで担当）
- 野村邦丸（元・文化放送アナウンサー[3]、『母の詩2021』より担当）

### 朗読担当
- 水谷加奈（文化放送アナウンサー）
- 鈴木純子（文化放送アナウンサー、『母の詩2021』のみ水谷とともに担当）

### スペシャルゲスト
『母の詩2013』
- 井上あずみ（歌手）
- ジェロ（歌手）

『母の詩2014』
- 島田歌穂（歌手）
- つるの剛士（歌手、俳優、タレント）

『母の詩2015』
- 南こうせつ（歌手）
- 今井絵理子（音楽グループSPEEDの元メンバー）

『母の詩2016』
- 植村花菜（歌手）
- ユージ（タレント）

『母の詩2017』
- 原西孝幸（FUJIWARA）
- はしのえみ（女優、タレント）

『母の詩2018』
- 照英（俳優、タレント）
- 関根麻里（タレント）

『母の詩2019』
- 渡辺徹（俳優）[4]
- 白石美帆（女優）

『母の詩2020』
- 斎藤司（トレンディエンジェル）
- 杉山愛（元プロテニスプレーヤー）

『母の詩2021』
- 横山だいすけ（歌手）
- 鈴木あきえ（タレント）

『母の詩2022』
- hitomi（歌手）

『母の詩2023』
- 渡辺裕太（俳優、前年11月に死去した渡辺徹の長男）

『母の詩2024』
- 土佐兄弟（お笑いコンビ）

『母の詩2025』
- 保田圭（モーニング娘。の元メンバー）

## 文化放送での放送日時
- 『母の詩2015』2015年5月4日 09:00 - 10:55
- 『母の詩2016』2016年5月3日 11:00 - 12:55
- 『母の詩2017』2017年5月3日 11:00 - 12:55
- 『母の詩2018』2018年5月3日 11:00 - 12:55
- 『母の詩2019』2019年5月3日 11:00 - 12:55
- 『母の詩2020』2020年5月4日 11:00 - 12:55
- 『母の詩2021』2021年5月3日 11:00 - 12:55
- 『母の詩2022』2022年5月3日 11:00 - 12:00
- 『母の詩2023』2023年5月3日 10:00 - 11:00
- 『母の詩2024』2024年5月3日 10:00 - 11:00
- 『母の詩2025』2025年5月5日 10:00 - 11:00

## ネット局
制作局の文化放送をキーステーションに、全国38のラジオ局で放送。放送日は全局共通だが、放送の時間帯はネット局ごとに異なっている。
『母の詩2020』までは、文化放送だけで流れる収録音源（フルバージョン）から後半部分を編集で割愛した短縮バージョンを、ネット局で1時間弱にわたって放送。『母の詩2021』では、◎印を付けたネット局でも、文化放送と同じフルバージョン流れた。また、『母の詩2021』までは、最も早いネット局での放送の時間帯が文化放送での前半部分と重複。『母の詩2022』以降は、文化放送が1時間番組として編成している関係で、全てのネット局が1時間のフルバージョンで放送している。
- STVラジオ[5][6]◎
- 青森放送
- IBC岩手放送
- 秋田放送
- 東北放送◎
- 山形放送
- ラジオ福島
- 茨城放送[6]
- 栃木放送[6]
- 新潟放送
- 信越放送
- 山梨放送
- 北日本放送
- 北陸放送
- 福井放送
- 静岡放送
- 東海ラジオ[5][6]◎
- 岐阜放送（独立ラジオ局）[5][6]
- 和歌山放送
- 京都放送[5][6]
- ラジオ大阪[7]◎
- ラジオ関西（独立ラジオ局）[5][6]
- 山陰放送[6]
- RSK山陽放送
- 中国放送◎
- 山口放送
- 西日本放送
- 四国放送
- 南海放送
- 高知放送
- 九州朝日放送◎
- 長崎放送[8]
- 大分放送
- 熊本放送
- 宮崎放送[6]
- 南日本放送
- ラジオ沖縄[5][6]